# 藤枝亜弥
藤枝 亜弥（ふじえだ あや、1955年6月6日 - ）は、日本の元女優。

## 来歴・人物
東京都田無市（現・西東京市）出身。武蔵野女子学院高等学校（現・武蔵野大学高等学校）卒業。
芸能界入りする前はOLをしていたが、「机の上で仕事するのが虚しくなって、何か刺激が欲しかった」と思い立ち、ジャパンアクションクラブ入り。1年余り在籍した後、女優として活動。「ポスト志穂美悦子」と期待されていたことがあった。デビュー作は特撮テレビドラマ『バトルフィーバーJ』（テレビ朝日系）。剣道初段。1983年当時の所属事務所は吉村事務所。
サイズ（1980年当時）は身長163cm、B80cm、W60cm、H87cm。兄がいる。

## 出演歴

### テレビドラマ
- バトルフィーバーJ（1979年-1980年、ANB/東映） - 上野トモコ ※菅野啓子名義
- 噂の刑事トミーとマツ 第1シリーズ第23話「男ならトミコぬきで勝負しろ!」 （1980年、TBS/大映テレビ） - 藤原純子
- ミラクルガール （1980年、12Ch/東映） - 麻香マキ
- 新五捕物帳 第119話「寺小屋騒動」 （1980年、NTV/ユニオン映画）
- プロハンター 第12話「黒い薔薇は死の匂い」 （1981年、NTV/セントラル・アーツ） - ヨーコ
- 太陽戦隊サンバルカン 第34話「呪われた亡霊たち」 （1981年、ANB/東映） - ジャンヌ・ダルク
- 大江戸捜査網 第431話「おんな唐人拳・望郷の孤児」（1982年、TX/三船プロダクション）
- 金曜劇場 女優シリーズ・妻たちは… 第3話「夫、夫たらずとも…」（1982年、CX）
- 爛熟時代（1983年、CBC制作・TBS系）- キキ[4]
- 私鉄沿線97分署 第69話「ABO!? 血液型大戦争!!」（1986年、ANB/国際放映）
- ザ・ハングマン6 第4話（1987年、ABC/松竹芸能）
- 土曜ワイド劇場
  - 「牟田刑事官事件ファイル7」（1987年、ANB）
  - 「婚約シリーズ3・三陸海岸婚約旅行殺人事件」（1987年、ANB/C.A.L）
- ザ・ドラマチックナイト「白衣の復讐」（1987年、CX/宝映企画）
- 火曜スーパーワイド「婚約シリーズ7・沖縄ハネムーン連続殺人事件」（1990年、ANB/C.A.L）

### 映画
- 五番町夕霧楼 （1980年、松竹）
- 月光仮面 THE MOON MASK RIDER （1981年、日本ヘラルド映画）
- グッドラックLove （1981年、東宝） - 竹田宏子
- 刑事物語 （1982年、東宝） - 花子婦警